# Acta oto-laryngologica
Acta oto-laryngologica är en tidskrift inom otologi och laryngologi (öron- och halsmedicin) som getts ut sedan 1918.
Acta oto-laryngologica hade vid starten professor Gunnar Holmgren som redaktör och redaktionsmedlemmar i de fyra nordiska länderna samt i Nederländerna.
Tidskriften ersatte Nordisk tidskrift för oto-rhino-laryngologi, som kom ut 1916-1917, och som Holmgren gav ut tillsammans med Arthur af Forselles och Robert Bárány.

## Redaktörer
- Gunnar Holmgren, 1918-1941, 1949-1954
- Torsten Skoog, 1942-1949
- Paul Frenckner, 1955-1967
- Carl-Axel Hamberger, 1967-1988
- Börje Drettner, 1987-1996
- Karin Prellner, 1996-1999
- Matti Anniko, 1999-